# Ernest Dubke
Ernst Dubke psaný též Ernest (1. ledna 1876 Reńska Wieś – 26. března 1945 Marktoberdorf) byl německý agronom a horolezec, který působil především ve Vysokých Tatrách.

## Horolezecké výkony
Ve Vysokých Tatrách lezl v letech 1896 až 1931. Poté hory navštěvoval jako pěší turista. Jeho nejčastější horský vůdce byl Johann Franz starší, využíval též služeb vůdce Johanna Breuera, několik výstupů uskutečnil s přáteli Heinrichem Behnem a Alfredem Martinem.
Mezi jeho historicky významné výstupy patří:
- 1904 Prvovýstup Ťažký štít severozápadním hřebenem a sestup jihovýchodním hřebenem[1] – vůdce Johann Franz st.
- 1904 Prvovýstup Ihla v Ostrve – vůdce Johann Franz st.
- 1905 Prvovýstup Dubkeho lávkou Prostredný hrot[2] – vůdce Johann Franz st.
- 1906 Zimní prvovýstup Bradavica – spolulezec Alfred Martin a neznámí horští vůdci
- 1906 Zimní prvovýstup Satan – vůdce Johann Franz st.
- 1906 Zimní prvovýstup Veľký Mengusovský štít – Alfred Martin, vůdci Johann Franz st. a Johann Breuer
- 1906 Zimní prvovýstup Veľká Vidlová veža – vůdci Johann Franz st. a Johann Breuer
- 1907 Prvovýstup Ošarpance – spolulezec Heinrich Behn, vůdci Johann Franz st. a Johann Breuer

## Dubkeho odkaz
Ernst Dubke zemřel v Bavorsku ve vojenském lazaretu po těžkém zranění, které utrpěl během bombardování města Svídnice.
Na Dubkeho počest bylo ve Vysokých Tatrách přejmenováno Studené sedlo mezi štíty Kupola a Východná Vysoká na Dubkescharte a vrchol Veľký Ošarpanec na Dubketurm. Ani jeden z těchto dvou názvů se dlouho neudržel. Jeho jméno dnes nese Dubkeho lávka, výrazná skalní rampa, která protíná stoupajícím traverzem severní stěnu Prostředního hrotu a po níž vede trasa jeho prvovýstupu na štít.